# 5708 Melancholia
5708 Melancholia este un asteroid din centura principală, descoperit pe 12 octombrie 1977, de Paul Wild.